# Astragalus gandomanicus
Astragalus gandomanicus es una especie de planta del género Astragalus, de la familia de las leguminosas, orden Fabales.

## Distribución
Astragalus gandomanicus se distribuye por Irán.

## Taxonomía
Fue descrita científicamente por Podlech. Fue publicada en Feddes Repert. 120: 49 (2009).